# Sheddy Barglan
Sheddy Barglan (arabsky: شيدي عز الدين دلدوم حمد برجلان) (* 3. října 2002) je súdánský profesionální fotbalista, který hraje na pozici záložníka za nizozemský klub FC Den Bosch. Narodil se v Nizozemsku, ale hraje za súdánský národní tým.

## Klubová kariéra
Barglan se narodil v Lelystadu v Nizozemsku, ale ve třech letech se přestěhoval do Veghelu. Jako mladík hrál za klub Blauw Geel '38 až do roku 2013, kdy si ho všiml FC Den Bosch a podepsal s ním smlouvu. Svou první profesionální smlouvu podepsal v roce 2024 po více než deseti letech v akademii. Svůj ligový debut za klub si odbyl 10. února téhož roku, když nastoupil jako náhradník proti Jong Ajaxu. V září 2024 bylo oznámeno, že klub a hráč spolu prodloužili smlouvu do roku 2027 s opcí na další sezónu poté, co o hráče projevily značný zájem jiné kluby.

## Reprezentační kariéra
Barglan se narodil v Nizozemsku otci ze Súdánu a napůl súdánské matce. Poprvé byl povolán do súdánského národního týmu na tréninkový kemp v Saúdské Arábii v roce 2022, krátce po příchodu do FC Den Bosch. Svůj reprezentační debut si odbyl 15. října 2023 v přátelském utkání proti Tanzanii.

### Reprezentační statistiky
Platí k zápasu hranému 6. června 2024.
| Národní tým | Rok     | Zápasy | Góly |
| ----------- | ------- | ------ | ---- |
| Súdán       | 2023    | 2      | 0    |
| Súdán       | 2024    | 1      | 0    |
| Celkově     | Celkově | 3      | 1    |